# SN 1997al
SN 1997al – supernowa typu Ia odkryta 5 marca 1997 roku w galaktyce A105730-0314. W momencie odkrycia miała maksymalną jasność 24,00m.